# Gopal Prasad

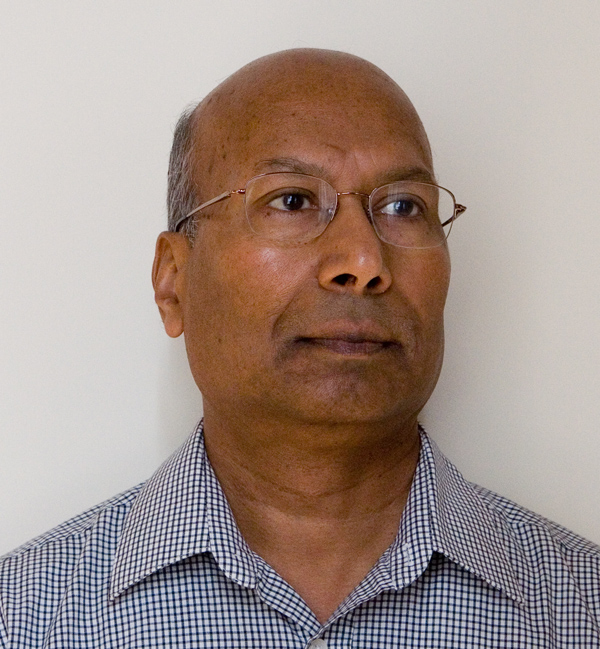
Gopal Prasad (2006)

Gopal Prasad (* 31. Juli 1945 in Ghazipur) ist ein indisch-US-amerikanischer Mathematiker, der sich vor allem mit Liegruppen und algebraischen und arithmetischen Gruppen und deren Darstellungen, Differentialgeometrie, Algebraischer Geometrie,  Zahlentheorie und Ergodentheorie befasst.

## Leben
Prasad machte 1963 an der Magadh University (Jain College) seinen Bachelor-Abschluss und 1965 seinen Master-Abschluss an der Patna University. Er war kurz am Indian Institute of Technology in Kanpur und ging dann 1966 ans Tata Institute of Fundamental Research, an dem er seine Zusammenarbeit mit M. S. Raghunathan begann, bei dem er 1976 an der Universität Mumbai promoviert wurde (Discrete subgroups of real and p-adic semisimple groups). 1979 wurde er Associate Professor und 1984 Professor am Tata Institut, an dem er 1990/91 Dekan der Mathematikfakultät war. 1992 ging er als Professor an die University of Michigan, wo er Raoul Bott Professor für Mathematik ist.
Er war Gastwissenschaftler an der Universität Bonn (1977) und am MPI für Mathematik in Bonn, am IHES, mehrfach am Institute for Advanced Study (1973/74, 1980/81, 1987/88, 1998/99, 2005/2006), an der Yale University (1972/73), in Bielefeld, dem MSRI, der ETH Zürich und der University of Notre Dame.
Er ist seit 1998 Herausgeber des Michigan Mathematical Journal und Mitherausgeber des Asian Journal of Mathematics sowie Associate Editor bei Annals of Mathematics.

## Werk
Prasad befasste sich unter anderem mit Gittern in Liegruppen und erweiterte den Mostow-Starrheitssatz.
Mit Sai-Kee Yeung gelang ihm die erste explizite Konstruktion von Falschen Projektiven Ebenen (Fake Projective Planes). Sie entstehen aus einer Verschärfung eines alten Problems der algebraischen Geometrie von Francesco Severi: Sind projektive algebraische Flächen mit denselben Betti-Zahlen (topologischen Invarianten) wie die komplexe projektive Ebene mit dieser identisch ? Dass dies nicht der Fall ist – eben bei den erwähnten Falschen Ebenen – wurde 1979 von David Mumford bewiesen (er zeigte auch, dass es nur endliche viele gibt), eine Konstruktion gelang aber erst Prasad und Yeung. Zuvor hatte S.-T. Yau gezeigt, dass solche Falschen Ebenen Quotienten des komplexen 2-dimensionalen Einheitsballs bezüglich einer diskreten Untergruppe der Liegruppe PU(2,1) sein müssen. Es gab nach Mumford auch noch weitere Existenzbeweise für spezielle Falsche Ebenen mit bestimmten Automorphismengruppen, aber keine explizite Konstruktion. Prasad und Yeung gaben auch eine fast vollständige Klassifikation der Falschen Ebenen (das heißt, sie fanden 28 Klassen und fünf mögliche weitere, die sich aber später als nicht existent erwiesen).
Mit Andrei Rapinchuk gelang ihm auch ein bedeutender Fortschritt in der Spektraltheorie Riemannscher Mannigfaltigkeiten. Sie lösten im Fall arithmetischer lokal symmetrischer Mannigfaltigkeiten nicht positiver Krümmung die Frage, inwieweit diese durch ihre Spektraldaten festgelegt sind.
Ein weiterer bedeutender Fortschritt gelang ihm Mitte der 1990er Jahre mit Allen Moy in der Darstellungstheorie p-adischer Gruppen. Sie führten dort eine neue Invariante ein und lösten ein altes Problem der Verbindung von deren Darstellungstheorie mit der endlicher Liegruppen. Dabei benutzten sie Methoden der Bruhat-Tits-Theorie. Ihre Methoden waren einflussreich für die weitere Forschung auf diesem Gebiet.
Mit Brian Conrad und Ofer Gabber klassifizierte er nichtabelsche pseudoreduktive algebraische Gruppen über Körpern ungerader Charakteristik.

## Ehrungen (Auswahl)
Im Jahr 1990 war Prasad Invited Speaker auf dem Internationalen Mathematikerkongress in Kyoto (Semi-Simple Groups and Arithmetic Subgroups). 1998/99 war er Guggenheim Fellow und 2006 erhielt er den Humboldt-Forschungspreis. 1989 erhielt er den Mathematikpreis des Council for Industrial and Scientific Research in Indien.

## Mitgliedschaften (Auswahl)
Gopal Prasad ist seit 1982 gewählter Fellow der Indian National Science Academy (INSA) und seit 1984 Fellow der Indian Academy of Sciences (IAS). Außerdem ist er seit 2012 Fellow der American Mathematical Society.

## Privates
Prasad hat die US-Staatsbürgerschaft. Er ist der Bruder der Mathematikprofessoren Dipendra Prasad und Shrawan Kumar.